# Margarornis rubiginosus
Margarornis rubiginosus là một loài chim trong họ Furnariidae.